# Chorthippus rubensabdomenis
Chorthippus rubensabdomenis är en insektsart som beskrevs av Liu, Jupeng 1981. Chorthippus rubensabdomenis ingår i släktet Chorthippus och familjen gräshoppor. Inga underarter finns listade i Catalogue of Life.